# Gabriel Miossec (homme politique, 1901-1983)
Pour les articles homonymes, voir Gabriel Miossec.
Gabriel Miossec, né le 21 juillet 1901 à Audierne (Finistère) et mort le 7 septembre 1983 à Quimper, est un homme politique français.

## Biographie
Neveu de Gabriel Miossec, ancien député de 1900 à 1906, il est lui-même élu de la Septième circonscription du Finistère de 1962 à 1973.

### Cantonales 1961
Il se présente dans le Canton de Pont-Croix avec l'investiture de l'UNR, mais termine troisième du premier et du second tour, derrière Hervé Gloaguen (CNIP) et Francis Postic (PCF).

### Législatives 1962
En 1962 il devance le sortant MRP Xavier Trellu qui se désiste pour lui au second tour. Il est élu avec 27 514 (70,46%) votes contre 11 532 (29,53%) au candidat PCF Yves Kerrec.

### Législatives 1967
Même configuration qu'en 1962, le candidat CD se désistant pour lui au second tour où il fait face au même candidat du PCF Yves Kerrec. 
Sa marge est cependant réduite, il obtient 24 502 (64,07%) voix contre 13 735 (35,92%) pour Yves Kerrec.
Il siège sur les bancs gaullistes (UNR, UDR).